# Globos de Ouro 2023

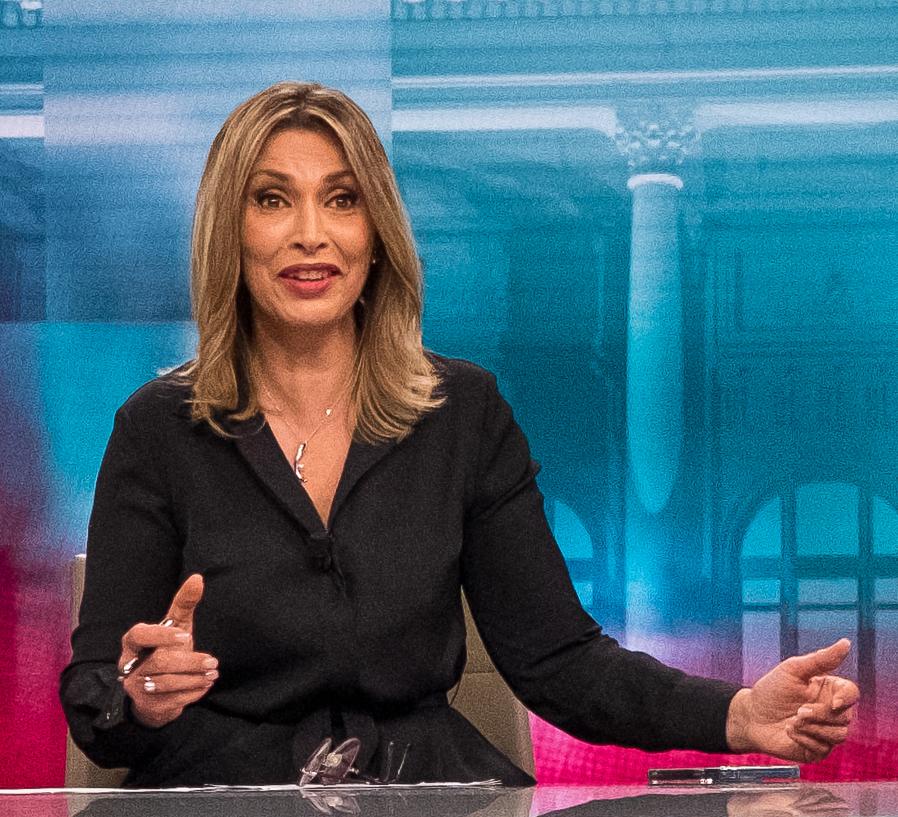
Clara de Sousa

Die 27. Verleihung des Globo de Ouro fand am 1. Oktober 2023 im Coliseu dos Recreios in Lissabon statt. Der Gala-Abend wurde wie im Vorjahr von Clara de Sousa moderiert und vom mitveranstaltenden Fernsehsender SIC übertragen. Im Rahmenprogramm traten James Arthur, die Band Táxi und die Formation Amália Hoje auf.
Den Globo de Ouro im Jahr 2023, für Leistungen im Jahr 2022, erhielten folgende Persönlichkeiten:

## Auszeichnungen nach Kategorien

### Kino
- Beste Schauspielerin: Beatriz Batarda (für den Film Great Yarmouth Provisional Figures)
- Bester Schauspieler: Albano Jerónimo (für den Film Restos do Vento)
- Bester Film: Alma Viva (Regie: Cristèle Alves Meira)

### Theater
- Beste Schauspielerin: Rita Durão (im Stück Pentesileia)
- Bester Schauspieler: Ivo Alexandre (im Stück O Misantropo)
- Beste Aufführung:  A Praia (Inszenierung von João Reis)

### Fiktion
- Beste Schauspielerin: Sara Matos (in der SIC-Telenovela Sangue Oculto)
- Bester Schauspieler: José Condessa (in der RTP-Serie O Crime do Padre Amaro)
- Bestes Projekt: Cuba Libre (RTP1/Netflix-Miniserie)

### Musik
- Beste Interpretin/Bester Interpret: die Sängerin A Garota Não
- Bestes Konzert: Da Weasel für ihren Auftritt beim Festival NOS Alive!
- Bestes Lied: Na Escola der Gruppe Os Quatro e Meia

### Persönlichkeit des Jahres
- Unterhaltung: César Mourão (Moderator)
- Unterhaltung digital: Joana Marques (Comedian und Radiomoderatorin)

### Humor
- Persönlichkeit des Jahres: Ricardo Araújo Pereira

### Mode
- Persönlichkeit des Jahres: Dino Alves (Modedesigner)

### Entdeckung
- Madalena Aragão und Lucas Dutra (Schauspieler)

### Lebenswerk
- Filipe La Féria (Theaterintendant und Regisseur)